# Or Aqiva
Or Aqiva (en hébreu : אוֹר עֲקִיבָא) est une ville située dans le nord d'Israël. Elle est située  dans le district de Haïfa.  Elle se trouve à 48 kilomètres au sud de Haïfa et à 39 km au nord de Tel Aviv. En 2022, elle comptait 19 933 habitants.

## Histoire
Un camp de transit (en hébreu ma'abara) y a été établi au début des années 1950.

## Géographie
La commune se situe vers l'ancien port de Césarée et à 39 km au sud de Haïfa.

## Économie
La ville abrite plusieurs sites industriels dont Dexxon (produits pharmaceutiques), Anna Lotan Ltd. (soins de la peau), Darbox Ltd. (emballages en plastique), Meprolight (viseurs de fusils et vision nocturne), Plasson (mangeoires pour bétail), STI Laser Industries Ltd ou Tyco International (électronique).

## Jumelage avec le village du castellet dans le Var
- Miami, États-Unis
- Hîncești, Moldavie

## Personnalités
- Lior Refaelov, footballeur
- Rafi Dahan, footballeur
- Eran Levy, footballeur